# Don MacLean (Basketballspieler)
Donald James MacLean (* 16. Januar 1970 in Palo Alto) ist ein ehemaliger US-amerikanischer Basketballspieler.

## Werdegang
MacLean spielte bis 1988 an der Simi Valley High School im US-Bundesstaat Kalifornien, hernach war er Student und Basketballspieler an der University of California, Los Angeles (UCLA). Mit insgesamt 2608 Punkten stellte MacLean eine UCLA-Bestmarke auf. Zwischen 1988 und 1992 erreichte er in der NCAA Mittelwerte von 20,5 Punkten sowie 7,8 Rebounds. 2002 wurde er in die Ruhmeshalle der Leistungssportabteilung der Hochschule aufgenommen.
In der National Basketball Association (NBA) bestritt MacLean zwischen 1992 und 2001 insgesamt 319 Spiele. Den besten Punkteschnitt in einer NBA-Hauptrunde erreichte er in der Saison 1993/94, als er für die Washington Bullets 18,2 Punkte je Begegnung erzielte. Anschließend wurde MacLean als derjenige Spieler ausgezeichnet, der im Laufe des Spieljahres die größte Verbesserung in seinen Leistungen nachwies (Most Improved Player Award). Im Dezember 2000 wurde er als erster Spieler der NBA-Geschichte wegen eines Verstoßes gegen die Steroid-Richtlinien der Liga gesperrt. MacLean wurde deshalb von fünf Spielen ausgeschlossen. In derselben Saison musste er einen Eingriff am rechten Fuß vornehmen lassen.
Nach dem Ende seiner Spielerlaufbahn wurde MacLean in Fernsehen und Hörfunk als Basketballkommentator tätig.